# Zalesie (gromada w powiecie bialskim)
Zalesie – dawna gromada, czyli najmniejsza jednostka podziału terytorialnego Polskiej Rzeczypospolitej Ludowej w latach 1954–1972.
Gromady, z gromadzkimi radami narodowymi (GRN) jako organami władzy najniższego stopnia na wsi, funkcjonowały od reformy reorganizującej administrację wiejską przeprowadzonej jesienią 1954 do momentu ich zniesienia z dniem 1 stycznia 1973, tym samym wypierając organizację gminną w latach 1954–1972.
Gromadę Zalesie z siedzibą GRN w Zalesiu utworzono – jako jedną z 8759 gromad na obszarze Polski – w powiecie bialskim w woj. lubelskim na mocy uchwały nr 5 WRN w Lublinie z dnia 5 października 1954. W skład jednostki weszły obszary dotychczasowych gromad Zalesie, Dobryń Mały, Lachówka Duża, Lachówka Mała, Kłoda Mała, Kłoda Duża, Horbów wieś i Horbów kol. ze zniesionej gminy Dobryń w tymże powiecie. Dla gromady ustalono 22 członków gromadzkiej rady narodowej.
1 stycznia 1960 do gromady Zalesie włączono wieś i kolonię Kijowiec, wieś Dereczanka oraz wieś i kolonię Koczukówka ze zniesionej gromady Kijowiec w tymże powiecie.
1 stycznia 1962 do gromady Zalesie włączono wieś Dobryń Duży, kolonię Kopelówka i osiedle Popówka ze zniesionej gromady Wólka Dobryńska w tymże powiecie.
1 stycznia 1969 do gromady Zalesie włączono wsie Dobrynki Kolonia, Malowa Góra i Nowosiółki ze zniesionej gromady Berezówka w tymże powiecie.
Gromada przetrwała do końca 1972 roku, czyli do kolejnej reformy gminnej. 1 stycznia 1973 w powiecie bialskim utworzono gminę Zalesie.